# Spilomyia ephippium
Spilomyia ephippium är en tvåvingeart som först beskrevs av Osten Sacken 1875.  Spilomyia ephippium ingår i släktet trädblomflugor, och familjen blomflugor. Inga underarter finns listade i Catalogue of Life.